# 莱当 (缅甸)
莱当是緬甸若开邦皎漂县兰里镇区下辖的一个城镇。

## 歷史
2019年9月，该城镇下辖的的14个村庄被划分为5个街区，从1区到5区。